# Tomáš Cibulec
Tomáš Cibulec (ur. 15 stycznia 1978 w Hawierzowie) – czeski tenisista.

## Kariera tenisowa
Karierę tenisową Cibulec rozpoczął w roku 1996.
W rozgrywkach rangi ATP World Tour odniósł 3 deblowe triumfy oraz uczestniczył w 8 finałach.
Swój największy w karierze sukces Cibulec odniósł w 2002 roku, awansując do półfinału French Open wspólnie z Leanderem Paesem. Po drodze debel ten pokonał m.in. w ćwierćfinale Boba i Mike'a Bryanów, a w spotkaniu o udział w finale przegrał z Markiem Knowlesem i Danielem Nestorem. W sezonie 2001 Cibulec osiągnął ćwierćfinał French Open startując z Leošem Friedlem.
Najwyżej sklasyfikowany w rankingu deblistów był w połowie marca 2003 roku na 21. miejscu.

### Finały w turniejach ATP World Tour
| Legenda                                      |
| -------------------------------------------- |
| Wielki Szlem                                 |
| Igrzyska olimpijskie                         |
| Tennis Masters Cup / ATP Finals              |
| ATP Masters Series / ATP Tour Masters 1000   |
| ATP International Series Gold / ATP Tour 500 |
| ATP International Series / ATP Tour 250      |

#### Gra podwójna (3–8)
| Końcowy wynik | Nr | Data                 | Turniej          | Nawierzchnia    | Partner      | Przeciwnicy                         | Wynik finału     |
| ------------- | -- | -------------------- | ---------------- | --------------- | ------------ | ----------------------------------- | ---------------- |
| Zwycięzca     | 1. | 30 lipca 2000        | San Marino       | Ceglana         | Leoš Friedl  | Gastón Etlis Jack Waite             | 7:6(1), 7:5      |
| Finalista     | 1. | 6 stycznia 2002      | Ćennaj           | Twarda          | Ota Fukárek  | Leander Paes Mahesh Bhupathi        | 7:5, 2:6, 5:7    |
| Finalista     | 2. | 12 stycznia 2003     | Auckland         | Twarda          | Leoš Friedl  | David Adams Robbie Koenig           | 6:7(5), 6:3, 3:6 |
| Finalista     | 3. | 2 lutego 2003        | Mediolan         | Dywanowa (hala) | Pavel Vízner | Petr Luxa Radek Štěpánek            | 4:6, 6:7(4)      |
| Finalista     | 4. | 16 lutego 2003       | Marsylia         | Twarda (hala)   | Pavel Vízner | Fabrice Santoro Sébastien Grosjean  | 1:6, 4:6         |
| Zwycięzca     | 2. | 2 marca 2003         | Kopenhaga        | Twarda (hala)   | Pavel Vízner | Julian Knowle Michael Kohlmann      | 7:5, 5:7, 6:2    |
| Zwycięzca     | 3. | 20 lipca 2003        | Stuttgart        | Ceglana         | Pavel Vízner | Jewgienij Kafielnikow Kevin Ullyett | 3:6, 6:3, 6:4    |
| Finalista     | 5. | 23 maja 2004         | St. Pölten       | Ceglana         | Leoš Friedl  | Mariano Hood Petr Pála              | 6:3, 5:7, 4:6    |
| Finalista     | 6. | 13 czerwca 2004      | Halle            | Trawiasta       | Petr Pála    | Leander Paes David Rikl             | 2:6, 5:7         |
| Finalista     | 7. | 19 czerwca 2005      | ’s-Hertogenbosch | Trawiasta       | Leoš Friedl  | Cyril Suk Pavel Vízner              | 3:6, 4:6         |
| Finalista     | 8. | 14 października 2007 | Moskwa           | Twarda (hala)   | Lovro Zovko  | Marat Safin Dmitrij Tursunow        | 4:6, 2:6         |